# Cumlewick

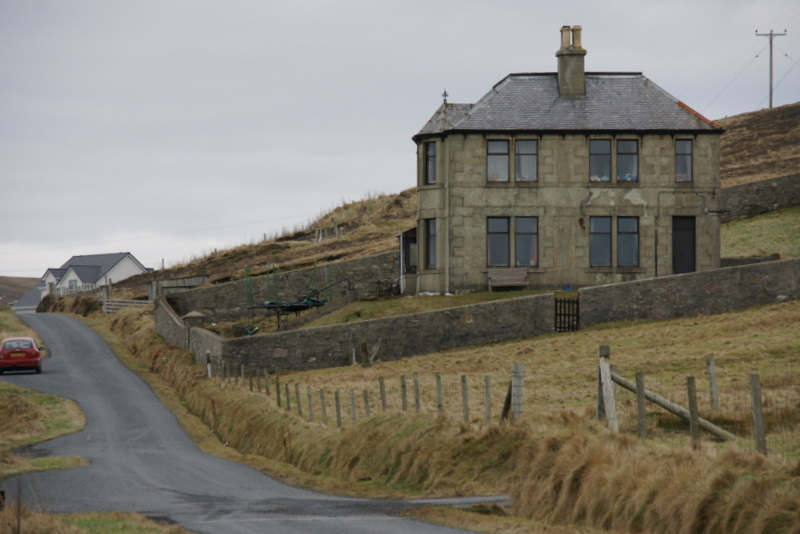
Häuser in Cumlewick

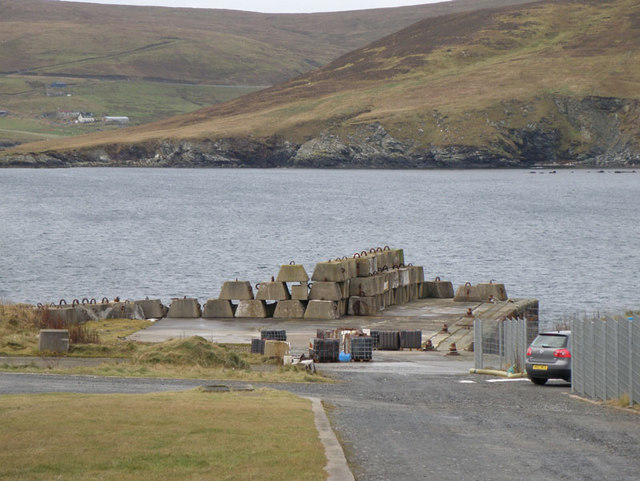
Am Hafen von Cumlewick

Cumlewick ist eine Ortschaft, die in Schottland im Süden der Shetlandinseln liegt.

## Geographie
Cumlewick liegt an der östlichen Küste von Mainland auf einer kleinen Halbinsel und hat einen Hafen. Nach Lerwick sind es zwölf Kilometer im Nordosten, nach Stove einen Kilometer im Norden. Weitere Orte in Nähe sind Hoswick im Nordwesten, Leebitten im Nordosten und Sandwick im Osten. Zur Landspitze Cumlewick Ness ist es einen Kilometer im Süden.

## Historisches
Im Rahmen der historischen Gliederung Schottlands in Civil Parishes zählt Cumlewick zu Dunrossness.